# Райн ап Маредид
Райн II (Райн ап Маредид; валл. Rhein ap Maredydd; также Риддерх; валл. Rhydderch; умер в 804 или 808 году) — король Диведа (796/798/800—804/808).

## Биография
Райн — сын короля Диведа Маредида.
Его отец погиб в сражении на севере Уэльса: это произошло в 796, 798 или 800 году. Предполагается, что Райн наследовал ему в Диведе. Подробности его жизни и правления неизвестны.
В «Хронике принцев» сообщается о смерти Райна в 808 году, а в «Гвентианской хронике» она датируется 804 годом. Предположительно, ему наследовал его брат Оуайн.